# 13657 Badinter
13657 Badinter eller 1997 EB54 är en asteroid i huvudbältet som upptäcktes den 8 mars 1997 av den belgiske astronomen Eric W. Elst vid La Silla-observatoriet. Den är uppkallad efter författaren Elisabeth Badinter.
Den tillhör asteroidgruppen Nysa.